# Утішне (село)
Уті́шне — село в Україні, у Казанківській селищній громаді Баштанського району Миколаївської області. Населення становить 78 осіб.